# Mamiko Tanaka
Mamiko Tanaka (田中 真美子 Tanaka Mamiko?, Mitaka, 11 de diciembre de 1996) es una jugadora de baloncesto profesional japonesa. Jugó cuatro temporadas para la Fujitsu Red Wave de la Liga de Baloncesto Femenina de Japón del 2019 al 2023. Representó a Japón a nivel juvenil y universitario internacional. Es la esposa del jugador de béisbol Shohei Ohtani.

## Primeros años de vida
Tanaka nació en Mitaka, Tokio. Su hermano, Shinichi Tanaka, es un jugador de rugby profesional. Comenzó a jugar baloncesto en la escuela secundaria Hino Daiichi y jugó en la escuela secundaria en Tokyo Seitoku University High School. Jugó baloncesto universitario en la Universidad de Waseda.

## Carrera profesional
Tanaka se unió a la Fujitsu Red Wave de la Liga de Baloncesto Femenina de Japón (W League) en abril de 2019. Fue convertida para jugar como delantera después de haber jugado previamente en la posición pívot. Dijo que sus puntos fuertes incluían los rebotes ofensivos y las jugadas y quería mejorar su triple en la nueva posición. En sus 12 partidos esa temporada, promedió 9,4 minutos por partido, 3,3 puntos y 3,6 rebotes y el equipo tuvo marca de 13-3 en general. En la temporada 2021-22, promedió 6,8 puntos y 4,2 rebotes en 18,8 minutos, jugando todos los partidos mientras el equipo terminaba 13-6.
Tanaka promedió 4,2 puntos y 2,9 rebotes en 13,3 minutos por partido en 2021-22. Fue invitada a su primer Juego de Estrellas de la W League para participar en el partido 3x3 del evento y fue agregada al juego principal como reserva. La Red Wave tuvo marca de 17-3 en la temporada regular y llegó a la final de los playoffs, pero fue barrida por los Toyota Antelopes.
Tanaka promedió 24 minutos por partido, 7,8 puntos y 6,0 rebotes en 2022-23. Obtuvo un lugar en el Juego de Estrellas de la W League por segunda vez, y el entrenador de Red Wave, BT Toews, dijo que fue la jugadora que más mejoró del equipo esa temporada. Logró un doble-doble con 10 puntos y 11 rebotes en el último partido de la temporada regular. En los playoffs, la Ola Roja perdió ante los Eneos Sunflowers en los cuartos de final. Tanaka se retiró al final de la temporada.

## Carrera internacional
Tanaka representó a Japón a nivel juvenil internacional en el Campeonato FIBA Asia Sub-16 de 2011, el Campeonato Mundial FIBA Sub-17 de 2012 y el Campeonato FIBA Asia Sub-18 de 2014. Mientras estaba en la universidad, jugó con la selección nacional sub-24 y ganó la plata para Japón en la Universiada de Verano de 2017 en Taiwán, donde promedió 20,8 minutos por partido, 8,2 puntos y 4,8 rebotes. Compitió nuevamente en la Universiada de Verano de 2019. Entrenó con el equipo nacional 3x3 en preparación para el Torneo de Clasificación Olímpica Femenina FIBA 3x3 2021, pero no llegó a la lista final, aunque viajó con el equipo al evento.

## Vida personal
Tanaka está casada con el jugador de béisbol profesional Shohei Ohtani. Ohtani anunció en Instagram en febrero de 2024 que se había casado con una mujer japonesa pero no reveló su identidad. «Ella es una mujer japonesa», dijo Ohtani a través de un intérprete. «Realmente no me siento cómoda hablando exactamente de cuándo me casé, pero ella es una mujer japonesa normal». Él reveló su identidad el mes siguiente al publicar una fotografía de él mismo con Tanaka.